# Reino Unido en los Juegos Olímpicos de Innsbruck 1976
El Reino Unido estuvo representado en los Juegos Olímpicos de Innsbruck 1976 por un total de 42 deportistas que compitieron en 7 deportes.  
El portador de la bandera en la ceremonia de apertura fue el patinador artístico John Curry.

## Medallistas
El equipo olímpico británico obtuvo las siguientes medallas:
| Nombre     | Deporte            | Competición  |
| ---------- | ------------------ | ------------ |
| Oro        |                    |              |
| John Curry | Patinaje artístico | Individual M |
| Plata      |                    |              |
| —          |                    |              |
| Bronce     |                    |              |
| —          |                    |              |